# The Princess Switch
The Princess Switch (bra: A Princesa e a Plebeia) é um filme de comédia romântica americano, dirigido por Mike Rohl, de um roteiro de Robin Bernheim e Megan Metzger. É estrelado por Vanessa Hudgens, Sam Palladio e Nick Sagar.
O filme foi lançado mundialmente em 16 de novembro de 2018 pela Netflix. Sua sequência, The Princess Switch: Switched Again, estreou em 19 de novembro de 2020. O terceiro e último filme da franquia, The Princess Switch 3: Romancing the Star irá estrear em 18 de novembro de 2021 na Netflix.

## Elenco
- Vanessa Hudgens como Margaret Delacourt / Stacy DeNovo
- Sam Palladio como Príncipe Edward
- Nick Sagar como Kevin Richards
- Mark Fleischmann como Frank De Luca
- Suanne Braun como Mrs. Donatelli
- Alexa Adeosun como Olivia Richards
- Sara Stewart as Rainha Caroline
- Pavel Douglas as Rei George
- Amy Griffiths as Brianna Michaels
- Robin Soans as Senhor Bondoso

## Produção
Em junho de 2018, foi anunciado que Vanessa Hudgens e Sam Palladio estrelariam no filme The Princess Switch, da Netflix.
A filmagem principal foi toda feita em Carei, na Romênia, e terminou em junho de 2018.